# Færder

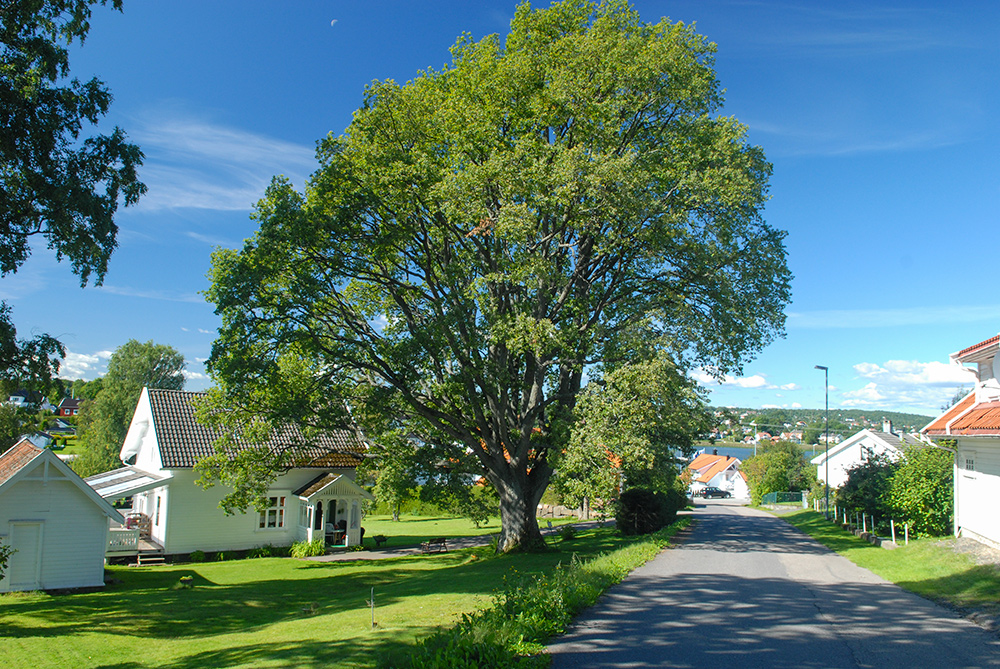
Nøtterøy

Færder ist eine Kommune in der norwegischen Provinz (Fylke) Vestfold. Sie entstand am 1. Januar 2018 im Zuge der landesweiten Kommunalreform aus der Zusammenlegung von Nøtterøy und Tjøme und hat 27.569 Einwohner (Stand: 1. Januar 2025).

## Geographie
Das Gebiet der Kommune umfasst 653 Inseln im Oslofjord. Zu den größten Inseln gehören Nøtterøy, die jedoch nicht komplett in Færder liegt, und Tjøme. Diese Inseln gaben den beiden Vorgängerkommunen ihre Namen. Im Westen von Færder liegt das Tønsbergfjord. Insgesamt ist die Landschaft flach bis hügelig und mit einer Höhe von 99,7 moh. ist die Erhebung Vetan auf der Insel Nøtterøy der höchstgelegene Punkt der Kommune. In der Gemeinde liegen der Færder-Nationalpark und zwölf Naturschutzgebiete.
Færder hat weder Nynorsk noch Bokmål als offizielle Sprachform, sondern ist in dieser Frage neutral.

## Geschichte
Im März 2016 wurde vom norwegischen Parlament, dem Storting, im Zuge der landesweiten Kommunalreform beschlossen, dass die Gemeinden Nøtterøy und Tjøme in die neugegründete Kommune Færder übergehen soll. Im Vorfeld sprachen sich beide Kommunen für dieses Vorgehen aus.

## Einwohner
In der Gemeinde liegen mehrere sogenannte Tettsteder, also mehrere Ansiedlungen, die für statistische Zwecke als eine städtische Siedlung gewertet werden. Zu diesen gehört die Stadt Tønsberg, von der 18.317 der insgesamt 55.939 Einwohner in der Kommune Færder leben. Die weiteren Tettsteder der Kommune sind Kjøpmannsskjær mit 444, Årøysund mit 1588, Glomstein mit 502, Tjøme mit 2879 und Hvasser mit 410 Einwohnern (Stand: 1. Januar 2024). Vor allem im Sommer leben viele Menschen von außerhalb in den Hytten und Ferienhäusern, die in Færder liegen.
| Jahr          | 1986   | 1990   | 1995   | 2000   | 2005   | 2010   | 2015   | 2020   | 2025   |
| ------------- | ------ | ------ | ------ | ------ | ------ | ------ | ------ | ------ | ------ |
| Einwohnerzahl | 20.840 | 21.864 | 22.816 | 24.106 | 24.604 | 25.398 | 26.445 | 26.730 | 27.569 |

## Wirtschaft
Die wichtigsten Wirtschaftszweige sind der Maschinenbau, die Produktion von Lebensmitteln und die chemische Industrie. Größter Arbeitgeber ist Rheinmetall. Im Bereich der Landwirtschaft gehört die Kommune zu den größten Produzenten von Gemüse und Blumen in ganz Norwegen. Des Weiteren wird Getreide angebaut. Auch die Fischerei spielt eine wichtige Rolle und Færder war die Kommune in der Provinz Vestfold, die den größten Fischfang hatte.

## Persönlichkeiten
- Anton Barth von der Lippe (1886–1960), Reeder und Walfangunternehmer